# Baxtrix
Baxtrix, občanským jménem Štěpán Buchta (* 28. září 1995, Brno, Česko), je český youtuber, který vyrůstal v Kanadě. Tvoří obsah v češtině a angličtině. Zaměřuje se na videa ze svého hraní her (let's play). Jako hráč počítačových her je mistrem České republiky v League of Legends 2013 a 2014. Titul v roce 2013 získal v týmu eSuba, jehož členem byl s přestávkou do roku 2015.
Účastní se také různých herních soutěží či youtuberských srazů a festivalů. Např. v říjnu 2013 i 2014 byl ve vítězném týmu na oficiálním mistrovství České republiky v hraní počítačových her (konkrétně v League of Legends), které se konalo v rámci festivalu ForGames na pražském výstavišti v Letňanech. V květnu 2018 byl na festivalu Utubering na brněnském výstavišti.

## YouTube
Časopis Forbes jej v roce 2017 ve spolupráci s analytiky ze startupu Socialbakers umístil na 13. místo v žebříčku českých youtuberů a na 36. místo v celkovém žebříčku nejvlivnějších Čechů na sociálních sítích. Tentýž časopis jej v roce 2021 umístil na čtvrté místo v žebříčku 10 nejlépe placených youtuberů Česka s odhadovaným ročním příjmem 10 mil. korun.